# Simon Baumann (Filmemacher)
Simon Baumann (* 25. Januar 1979 in Bern; heimatberechtigt in Wileroltigen) ist ein Schweizer Filmemacher. Sein Film Wir Erben über die Hinterlassenschaft seiner Eltern wurde 2025 mit dem Schweizer Filmpreis als bester Dokumentarfilm ausgezeichnet und gewann am DOK.fest München den Hauptpreis im DOK.deutsch Wettbewerb sowie am Filmfestival Locarno 2024 den Grand Prix Semaine de la critique – Prix SRG SSR.

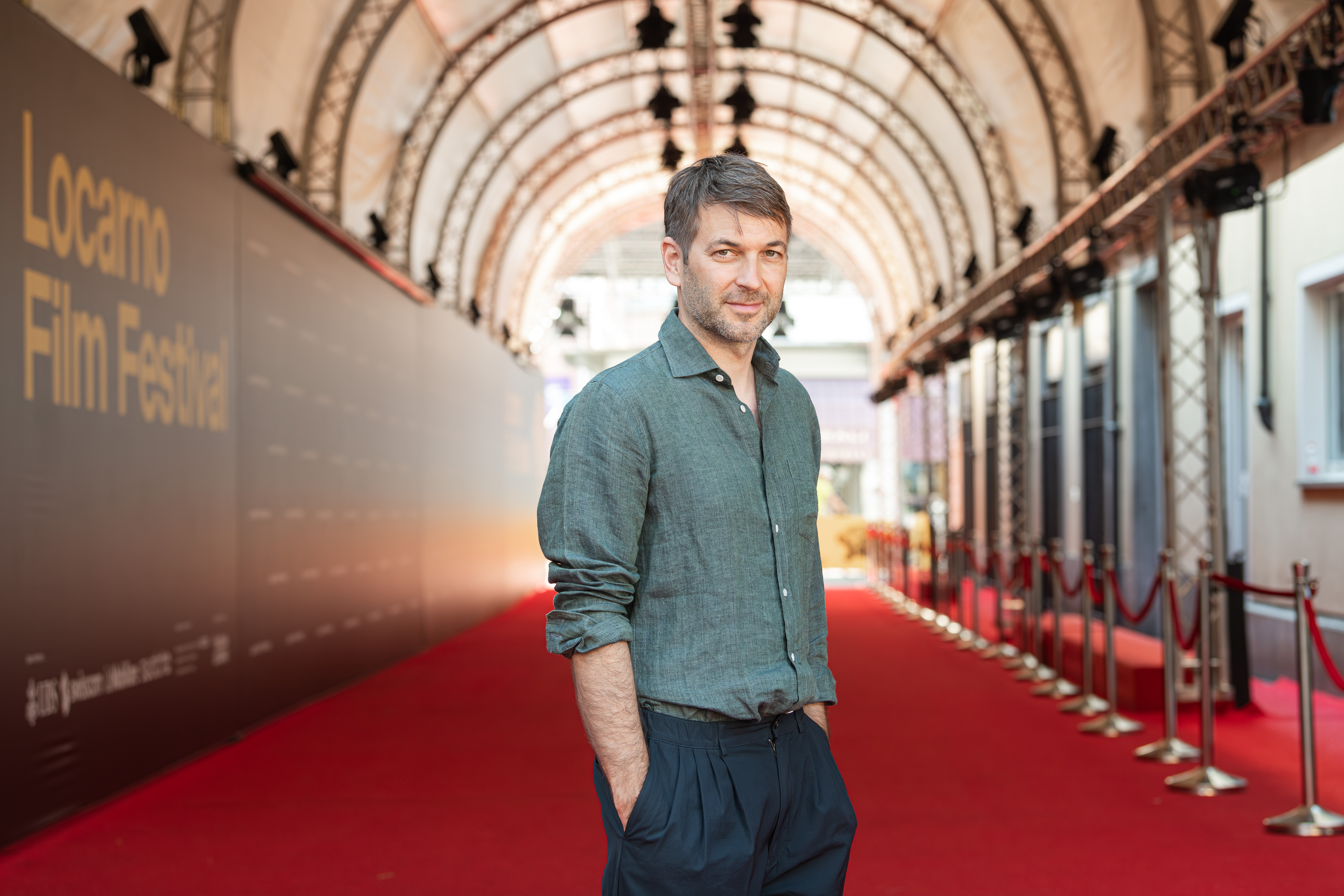
Simon Baumann (2024)

## Leben
Simon Baumann ist der Sohn von Stephanie und Ruedi Baumann, dem ersten Nationalrats-Ehepaar der Schweiz, und der ältere Bruder des grünen Berner Nationalrats Kilian Baumann. Bis 1998 besuchte er das Wirtschaftsgymnasium in Biel und studierte anschliessend an der Hochschule der Künste in Bern, wo er 2001 das Rhythmik-Diplom und 2005 das Diplom in Musik und Medienkunst erwarb.
Die ersten Filme realisierte Baumann gemeinsam mit Andreas Pfiffner. Zu den frühen Arbeiten gehören die erste webbasierte Doku-Serie der Schweiz, Hope Music (2007), und der mehrfach preisgekrönte Kurzfilm Emozioniere (2009). Der satirische Kinodokumentarfilm Image Problem feierte 2012 im internationalen Wettbewerb des Filmfestivals Locarno Premiere. 2010 begann Baumann mit dem Filmemacher Dieter Fahrer zusammenzuarbeiten, der Zum Beispiel Suberg und später Wir Erben produzierte. Mit der Drehvorlage zum Dokumentarfilm Zum Beispiel Suberg gewann Baumann 2010 den ersten CH-Dokfilm-Wettbewerb des Migros-Kulturprozents. Den Dokumentarfilm African Mirror (2019) von Mischa Hedinger, der seine Premiere im Forum an der Berlinale feierte und für den Schweizer Filmpreis nominiert war, begleitete Baumann als Produzent.
Zusammen mit Andreas Pfiffner ist Baumann Inhaber der ton und bild GmbH in Biel und Regisseur/Produzent von zahlreichen Auftragsfilmen für Industriebetriebe. In Zusammenarbeit mit Kulturinstitutionen wie dem Museum für Kommunikation, dem Stapferhaus Lenzburg oder dem Berner Generationenhaus realisierten sie umfangreiche Videoinstallationen.
Simon Baumann lebt mit seiner Partnerin Kathrin Gschwend und ihren beiden Töchtern in Suberg (BE).

## Filmografie
- 2024: Wir Erben (Kinodokumentarfilm)
- 2019: African Mirror (Kinodokumentarfilm), (als Produzent)
- 2013: Zum Beispiel Suberg (Kinodokumentarfilm)
- 2012: Image Problem (Kinodokumentarfilm)
- 2009: A Cigarette For Two (Kurzspielfilm)
- 2009: Emozioniere (Kurzdokumentarfilm)
- 2007: Hope Music (TV-Dokumentarfilm/Web-Doku)
- 2007: Zugzwang (Kurzspielfilm)
- 2005: meeting on the 2nd floor (TV-Dokumentarfilm)

## Auszeichnungen
- 2025 Schweizer Filmpreis, Bester Dokumentarfilm für Wir Erben
- 2025 Bester Dokumentarfilm VIKTORIA DOK.deutsch am DOK.fest München für Wir Erben
- 2024 Grand Prix Semaine de la critique am Locarno Film Festival für Wir Erben[10]
- 2014 Dokumentarfilmpreis des Fünf Seen Filmfestivals, Starnberg für Zum Beispiel Suberg[11]
- 2014 Hauptpreis Dokumentarfilmwettbewerb Filmkunstfest MV, Schwerin für Zum Beispiel Suberg
- 2014 Lobende Erwähnung der Jury, Festival Der Neue Heimatfilm, Freistadt für Zum Beispiel Suberg
- 2013 Regiepreis des Kantons Bern für Zum Beispiel Suberg
- 2013 Prix Interreligieux der Ökumenischen Jury für Zum Beispiel Suberg am Visions du Réel, Nyon
- 2012 Special Mention der Jugendjury für Image Problem im Int. Wettbewerb Filmfestival Locarno
- 2011 VIS Vienna Independent Shorts (Österreich): Lobende Erwähnung der Jury für Emozioniere
- 2010 Gewinner des CH-Dokfilm-Wettbewerbs des Migros Kulturprozents mit Zum Beispiel Suberg[7]
- 2010 Lago Film Fest (Italien): International Special Mention für Emozioniere
- 2010 20MinMax Kurzfilmfestival, Ingolstadt (Deutschland): Sonderpreis der Jury für Emozioniere
- 2010 Time Film Festival (Schweiz): Best short film less than one minute für A Cigarette for two
- 2010 The One Minutes Belgian Open (Belgien): Silver Award für A Cigarette for two
- 2009 Brecht Festival, Augsburg (Deutschland): 1. Preis «Kino mit Distanz» für Emozioniere
- 2009 Nachwuchsförderpreis des Kantons Bern (Schweiz) für Emozioniere